# 勒普
勒普（法語：Le Pout，法語發音：[lə pu]）是法国吉伦特省的一个市镇，属于波尔多区。该市镇总面积3.93平方公里，2009年时的人口为416人。

## 人口
勒普人口变化图示